# 湖埠村
湖埠村，是中国浙江省杭州市西湖区雙浦鎮所辖的一个行政村，面积约3.4平方千米，由冯家、张余、姚家坞3个自然村组成。人口366户、1600多人（2020年傳媒報導）。2020年7月曾发生湖埠村自来水异常事件。

## 历史
湖埠村位于湖埠的中心位置，建国初期设有湖埠乡。湖埠村境内原有冯家、张余、姚家坞3个行政村，由周浦乡管辖。2002年，3村合并为湖埠村，村以所在地名湖埠为名。

## 特产
湖埠村为西湖莼菜的产地之一，采摘季为每年的4月中下旬。莼菜田位于山谷之间，呈不规则块状。20世纪90年代，村内曾有超过2000亩的莼菜田，惟现在已不足百亩。

## 事件
- 2019冠狀病毒病浙江省疫情：2020年2月19日，湖埠村确诊一例新冠肺炎，并导致湖埠村自2月19日至3月5日进行隔离。[7][8]

- 湖埠村自来水异常事件：2020年7月底，因双浦易腐垃圾资源化处置中心违规操作而导致村内供水管道受到污染。[4]

## 來源
1. ↑  . 中华人民共和国国家统计局. 2023 （中文（中国大陆））.[]
2. 1 2  杭州市地名委员会. . 杭州出版社. ISBN 978-7-80758-721-7.
3. ↑  . 澎湃新闻. 2020-07-30.
4. 1 2  . 央广网. 2020-07-30.
5. ↑  . 浙江在线. 2020-05-09.[]
6. ↑  . 杭州网. 2020-05-14.
7. ↑  . 澎湃新闻（轉自钱江晚报）. 2020-02-19. （原始内容存档于2020-08-07）.
8. ↑  . 西湖区人民政府官網（轉自西湖区传媒中心）. 2020-03-05. （原始内容存档于2020-08-07）.